# PGM Hécate II
Pour les articles homonymes, voir Hécate (homonymie).
 (août 2018).
Si vous disposez d'ouvrages ou d'articles de référence ou si vous connaissez des sites web de qualité traitant du thème abordé ici, merci de compléter l'article en donnant les références utiles à sa vérifiabilité et en les liant à la section « Notes et références ».
L’Hécate II est un fusil de précision à verrou en calibre 12,7 mm (.50 BMG) conçu par Gilles Payen, fabriqué et distribué par la firme française PGM Précision.

## Historique
En 1997, la section technique de l'Armée de terre française (STAT) a entrepris d'examiner les fusils de précision de calibre de 12,7 mm. Des fusils de précision en 12,7 mm (McMillan M87, Barrett M82 et Barrett M95) avaient déjà été adoptés par certaines forces spéciales françaises. Une évaluation conjointe STAT - STSAT/IAM 2 sur trois fusils de 12,7 mm est lancée en 1993. En fin de compte, c'est le fusil français Hécate II qui est retenu au détriment des fusils américains de la McMillan Brothers Rifle Company et Barrett Firearms Manufacturing[réf. nécessaire].
L'Hécate II a donc été conçu pour un usage spécifiquement militaire, notamment[réf. nécessaire] : 
- le tir de précision ;
- le contre-sniping ;
- les tirs d'interdiction et de démolition à de grandes distances ;
- le déminage, maritime ou terrestre, avec des munitions spécifiques.

## Présentation

### Conception
L'Hécate II est basé sur les plans très agrandis du fusil de précision PGM Ultima Ratio. Selon certaines sources, le 1er régiment de parachutistes d'infanterie de marine (1er RPIMa) aurait contribué à sa création ainsi que les armuriers du RAID (qui travaillaient étroitement avec Gilles Payen), le GIGN et l'EPIGN[réf. nécessaire].
La 1re compagnie du 2e régiment étranger de parachutistes a testé le PGM en 1992 et 1993 et l'a présenté à la direction des études de l'école d'application de l'infanterie[réf. nécessaire].
L'Armée française « empruntait » l'Hécate II du RAID en 1994, afin de le présenter aux différents régiments et autorités[réf. nécessaire].

### Mécanique
L'Hécate II fonctionne, comme les autres armes de PGM, par répétition manuelle d'une culasse à verrou. Il reprend la conception de la gamme Ultima Ratio mais avec une mécanique surdimensionnée pour le calibre 12,7 mm[réf. nécessaire].

### Optique

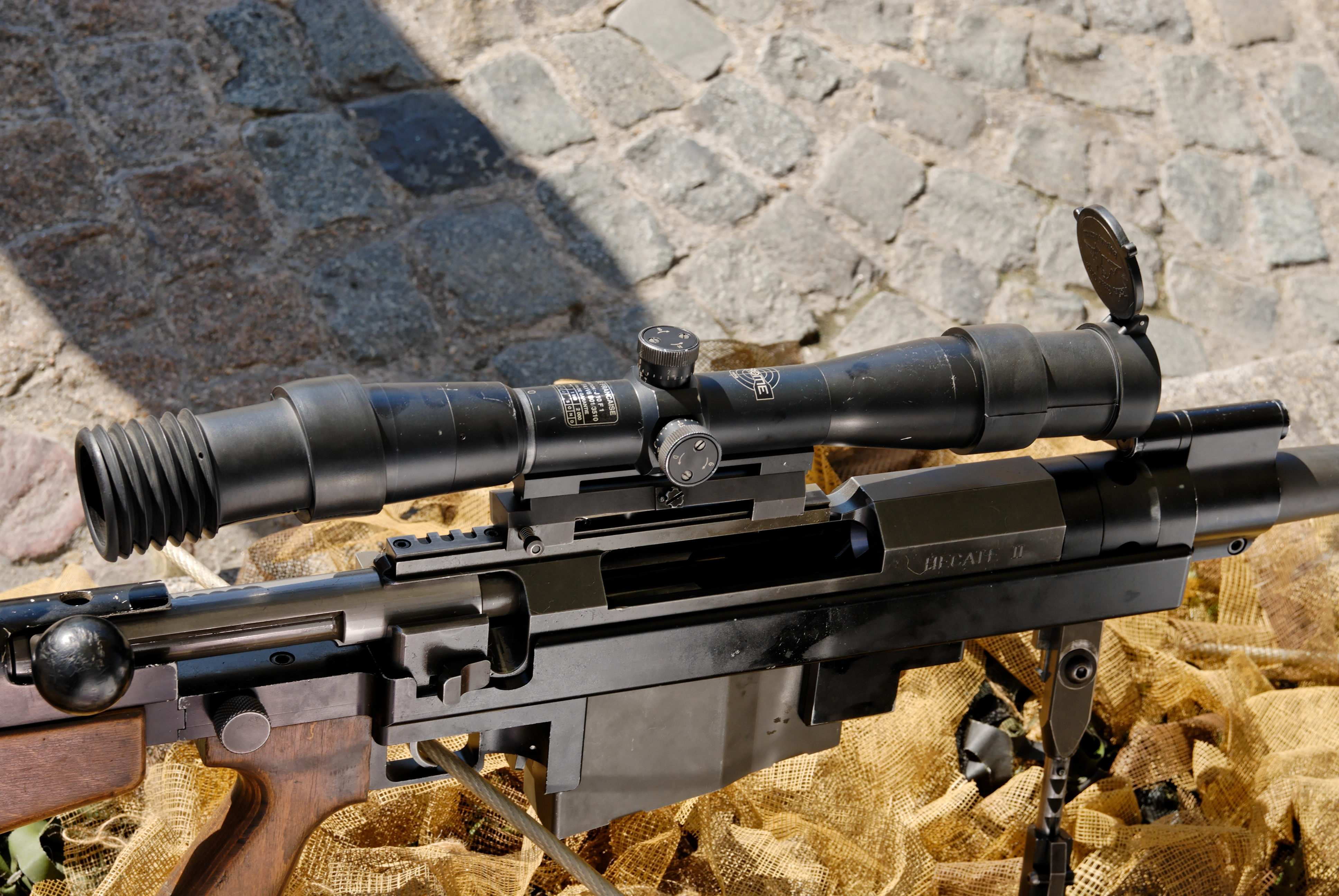
Un PGM Hécate II et sa lunette standard, la Scrome LTE J10 F1.

L'Hécate II peut recevoir plusieurs types de montage de lunettes : un montage de lunette à démontage instantané STANAG OTAN, ou un rail Picatinny incliné à 20 MOA, 30 MOA ou 1°, ce qui autorise l'utilisation de la plupart des lunettes de visée et d'intensificateurs de lumière existants. Un rail Picatinny ultralong permettant de monter une lunette équipée d'un intensificateur de lumière amovible est aussi disponible (voir les accessoires dans les variantes)[réf. nécessaire].
La lunette la plus courante est la LTE (Lunette de Tireur d'Élite) J10 modèle F1 de grossissement 10 x 40 mm de la société française Scrome. La lunette J10 a des graduations spécifiques suivant les distances :[réf. nécessaire]
- Tous les 100 m pour les distances de 500 à 800 m ;
- Tous les 50 m pour les distances de 800 à 1300 m ;
- Tous les 33 m pour les distances de 1300 à 1700 m ;
- Tous les 25 m pour les distances de 1700 à 1800 m.

Le réticule intègre un niveau à bulle donnant l'inclinaison latérale de l'arme.
L'Hécate II est également équipé d'organes de visée métalliques de secours : une hausse placée sur l'arrière de la boîte de culasse, et d'un guidon, tous deux rabattus vers l'arrière lorsque la lunette est utilisée[réf. nécessaire].

## Fiche technique

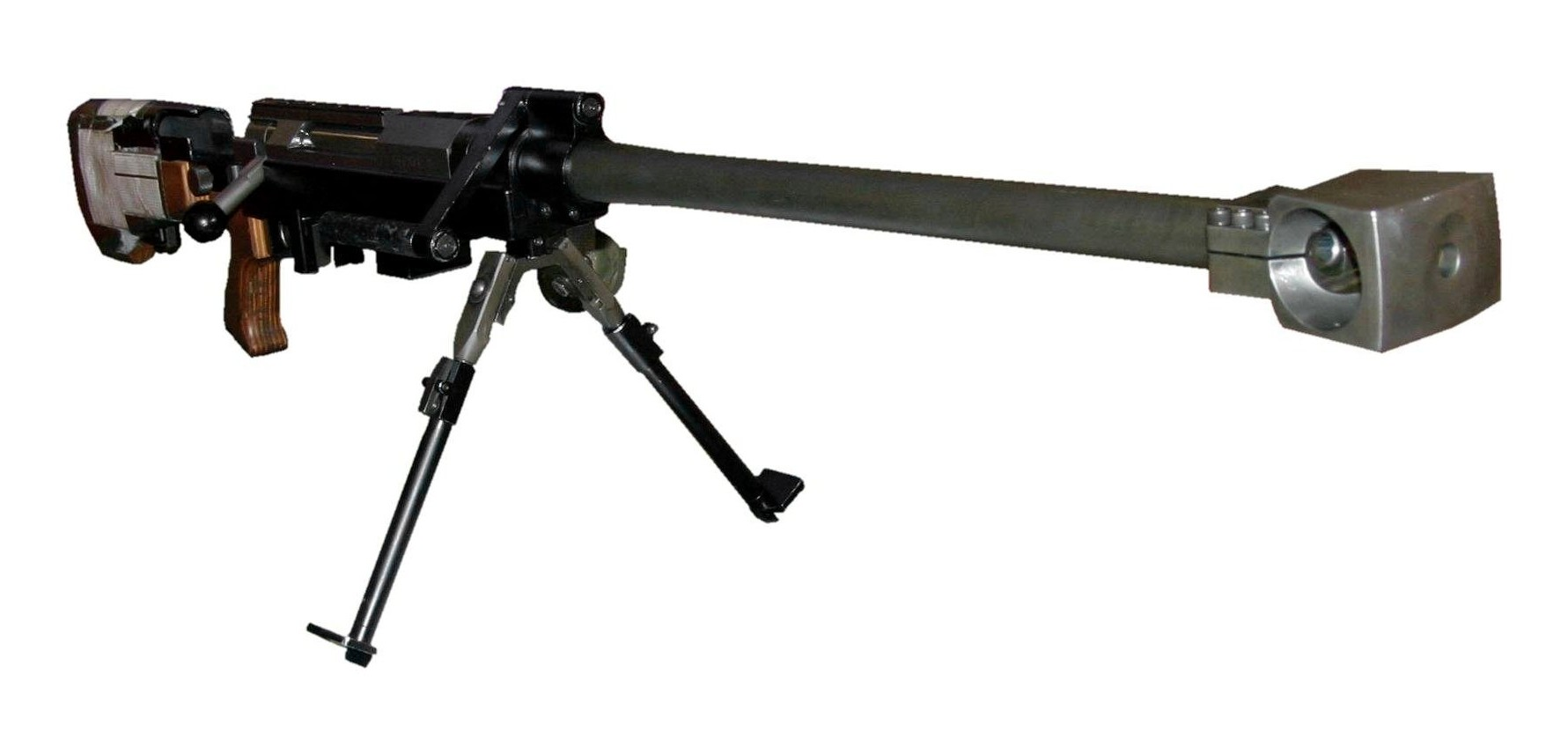
Fusil PGM Hécate II.

- Calibre : .50 BMG (12,7 x 99 mm OTAN)[4]
- Mode de tir : coup par coup/fusil à verrou
- Portée efficace : 1 800 m[4]
- Capacité du chargeur : 7 cartouches[4]
- Longueur du canon : 700 mm[4]
- Longueur de l’arme : 1 420 mm[4]
- Masse de l’arme en ordre de tir : 16,9 kg[4]
- Énergie cinétique du projectile (à la sortie du canon) ~ 14 300 joules[réf. nécessaire].

## Versions
Il n'existe qu'une seule version de l'Hécate produite par PGM Précision, mais elle peut être dotée de différents accessoires. 

### Variantes
La version de base, décrite ci-dessus, est dite « version bois » car sa crosse et sa poignée-pistolet sont en bois. PGM propose aussi une « version polymère », qui a les mêmes caractéristiques principales que la « version bois » mais qui en diffère par :[réf. nécessaire]
- des éléments en plastique qui remplacent ceux en bois :
  - une crosse en plastique dont la plaque de couche est réglable en longueur et l'appui-joue est réglable en hauteur, avec une béquille de crosse pliante ou amovible,
  - une poignée-pistolet en plastique ;
- des anneaux pour une bretelle ;
- un bipied dont la position est réglable en longueur.

### Accessoires

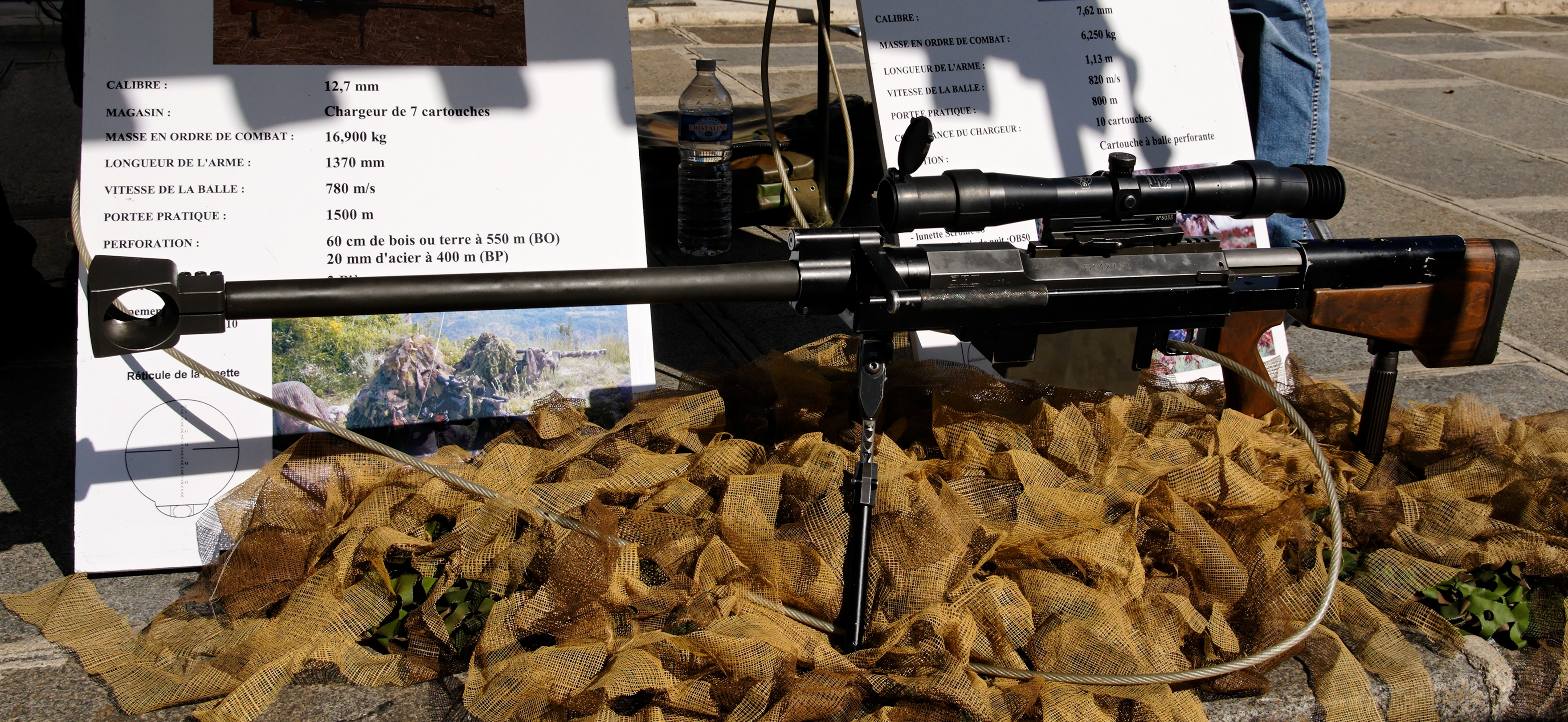
Hécate II sur un stand de l'Armée française le 14 juillet 2007.

En 2005, deux nouveaux accessoires sont apparus, qui permettent de considérablement modifier l'arme :[réf. nécessaire]
- un canon de 900 mm au lieu de 700 mm :
- un kit de rails spéciaux, avec un rail Picatinny supérieur ultra-long de 500 mm, afin de monter une lunette et un intensificateur de lumière amovible en même temps sur le rail. Ce kit a aussi un rail latéral plus court, qui permet de fixer d'autres accessoires sur le côté droit du boîtier.

### Dérivé
Il n'existe qu'une seule arme à l'heure actuelle dérivée de l'Hécate II, l'OM 50 Nemesis (en) conçue par Jim Owens et Christian Movigliatti, ingénieur suisse ayant conçu le PGM 338 et la Mini Hécate. Cette arme est fabriquée par la société suisse AMSD[réf. nécessaire].
Apparue en 2001, elle se distingue de l'Hécate II en étant proposée en trois versions avec sept longueurs de canon disponibles, dont cinq plus courts que le 700 mm du Hécate, ce qui donne une arme adaptée à des tirs à des portées plus faibles (combat urbain, tir sportif, etc.) avec un modèle plus compact et plus léger que l'Hécate II, mais qui conserve la puissance de sa munition de 12,7 mm[réf. nécessaire].

## Utilisateurs

### France

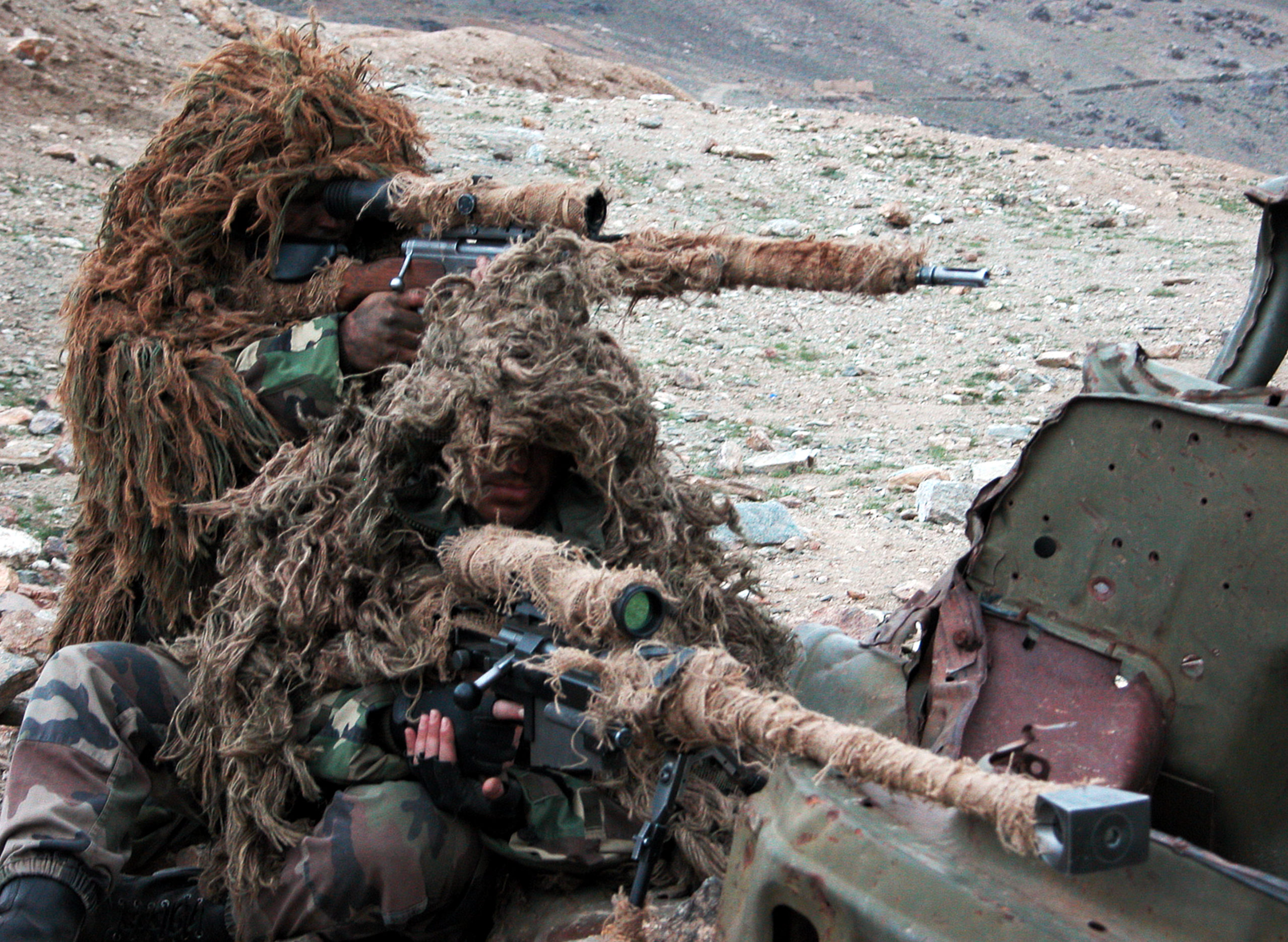
Des tireurs d'élite du 2e REI avec un FR-F2 (celui du haut) et un Hécate II (celui du bas).

Dans l'armée de terre française, l'Hécate II est le premier fusil de précision de calibre 12,7 mm adopté. Entré en service organique en 2015, la version réglementaire est appelée « PGM FR cal. 12,7 mm mle F1 » (soit « Fusil à Répétition PGM calibre 12,7 mm modèle F1 »), souvent abrégé en « FR 12,7 ». Il s'agit d'une « version bois » avec une lunette Scrome LTE J10 F1 sur montage STANAG[réf. nécessaire].
L'arme complète est conditionnée dans un sac de transport portable à dos d'homme. Elle doit être équipée à terme d'une lunette nocturne. Il existe au total environ 250 Hécate II dans l'Armée de terre, pour une dotation de deux fusils pour chaque compagnie d'infanterie. À partir de 2001, les tireurs d'élite (TE) ont été regroupés dans des sections au sein des compagnies d'éclairage et d'appui (CEA), les groupes de TE étant détachés dans les compagnies en fonction des besoins en opération[réf. nécessaire].
Les unités du commandement des opérations spéciales, notamment le 1er régiment de parachutistes d'infanterie de marine (1er RPIMa) et les commandos marine, ont remplacé les McMillan M87 utilisés jusqu'alors par les Hécate II, en version réglementaire de l'Armée de terre ainsi que certains exemplaires en version polymère[réf. nécessaire].
L'unité antiterroriste du RAID de la Police nationale a adopté l'Hécate II depuis quelques années[Quand ?]. Les Hécate du RAID sont des « versions polymère » à rail Picatinny ultra-long où sont montées des optiques NightForce 3,5-15x56 ainsi qu'un intensificateur de lumière de marque Zeiss/Hensoldt NSV-600 et d'un AN-PEQ 15 devant. Elles sont également équipées d'un anti signature à la place du frein de bouche d'origine. [réf. nécessaire].
Le Groupe d'intervention de la gendarmerie nationale (GIGN) a également remplacé depuis 1998 ses Barrett M82 et McMillan M87 par des Hécate II, en version « bois » et « polymère » équipés d'une lunette Scrome J10 sur un montage STANAG, mais avec un réticule Mil-Dot[réf. nécessaire].

### Ventes à l'export
L'Hécate II a rencontré quelques succès à l'export :
- Brésil : utilisé par le bataillon des opérations spéciales de la marine brésilienne depuis 2014[5]
- Estonie[6]
- Lettonie[7]
- Lituanie[réf. nécessaire]
- Pologne : utilisé par l'unité antiterroriste polonaise GROM[8].
- Slovénie[9]
- Suisse : utilisé dans le Détachement de Reconnaissance de l'Armée 10 (DRA10)[8] et par les grenadiers du Commandement des Forces Spéciales (en) (CFS).[réf. souhaitée]

## Dans la culture populaire

### Littérature
- Dans le thriller Cyanure de Laurent Loison[10], le tireur d'élite utilise le PGM Hécate II modèle F1 en calibre 12,7 mm.
- Dans le thriller Le Passager de Jean-Christophe Grangé (2013), le Hécate II est utilisé pour éliminer des témoins (Chap 2, Victor Janusz).
- Dans le roman La Fabrique de la terreur (2020) de Frédéric Paulin, le sergent Moal utilise le PGM Hécate II en calibre 12,7 mm.
- Dans le roman Darwin XXI - ou la fin d'un monde (11/2020) de Henri Dubosc, l'armée et Margaret utilisent le PGM Hécate II en calibre 12,7 mm pour décimer les Darwiniens et protéger le Président des États-Unis.

### Mangas
- Cette arme est mentionnée dans le manga "Darwin's Game".
- Cette arme est mentionnée dans le manga " Sword Art Online"

### Télévision
- Dans la saison 2 de l'anime Sword Art Online, le personnage Sinon utilise ce modèle de fusil de précision comme arme fétiche (sous l'appellation "PGM Ultima ratio Hecate II").

### Jeux vidéo
- Dans Fallout: New Vegas, l'apparence du fusil anti-matériel du jeu s'inspire de l'Hécate II, selon la réponse d'un développeur du jeu à un fan[11].
- Dans Tom Clancy's Ghost Recon Phantoms, le Recon peut utiliser son dérivé, le « Nemesis 50 ».